# Sarah Kambe Holland
Sarah Kambe Holland (4 de julio de 1997) es una directora de cine, guionista y actriz queer asiático-estadounidense. Recibió el premio a la Mejor Dirección del Proyecto Cinematográfico Internacional Women Making a Scene en 2019. Escribió, produjo y dirigió Egghead & Twinkie (2023).

## Primeros años y educación
Sarah Kambe Holland se crio en Fukuoka, Japón y en Austin, Texas. Se graduó con una licenciatura en Bellas Artes y luego una maestría en Cine en la Universidad de Florida Central.

## Carrera
Mientras estudiaba en la Universidad de Florida Central, Holland dirigió varios cortometrajes, entre ellos In Bloom y Lady Bikers of Kolkata. En 2019, presentó su cortometraje Egghead & Twinkie, que ganó el gran premio en el Festival de Cine Vibrant Media Productions de 2020. Este cortometraje se amplió posteriormente y se convirtió en un largometraje con el mismo título. Holland obtuvo financiación para Egghead & Twinkie (2023) en TikTok, el primer largometraje en financiarse colectivamente con éxito en la plataforma.